# Jonathan Ive

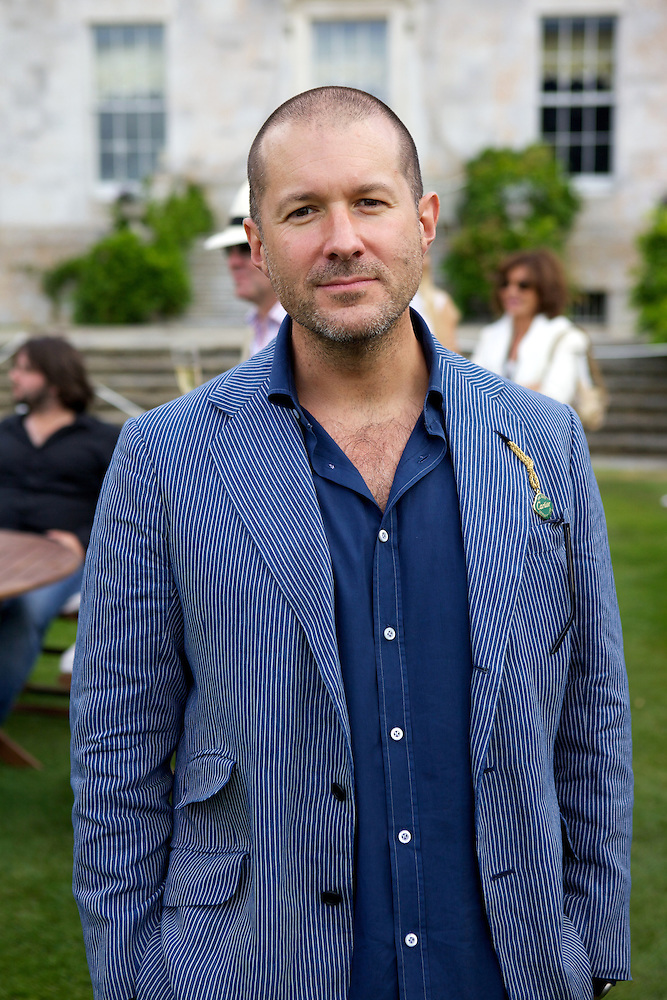
Jonathan Ive (2010)

Sir Jonathan Paul „Jony“ Ive, KBE (* 27. Februar 1967 in London) ist ein britischer Designer, der eine Vielzahl von Produkten von Apple maßgeblich gestaltet hat. Von 1997 bis 2019 war er Chief Design Officer (CDO) des Konzerns und dabei auch für die grafische Benutzeroberfläche der Apple-Software und die Gestaltung der weltweiten Retail Stores zuständig. Er verließ Apple Ende des Jahres 2019.

## Leben

### Ausbildung
Jonathan Ives Vater war ein Silberschmied, der an der Middlesex University tätig war. Er schenkte seinem Sohn jedes Jahr zu Weihnachten einen Tag in seiner Werkstatt, um genau das zu bauen, was er sich gerade wünschte. Voraussetzung dafür war, dass der junge Ive sich vorher gründlich Gedanken über sein Projekt gemacht hatte und eine detaillierte Zeichnung anfertigte. Im Alter von 13 bis 14 Jahren hatte Ive die Vorstellung, einen kreativen Beruf zu ergreifen, etwas „mit dem Zeichenstift in der Hand“.
Ive besuchte die Chingford Foundation School, anschließend Walton High School in Staffordshire (England) und studierte an der Newcastle Polytechnic Art School der Northumbria University in Northeast England, an der er 1989 seinen Abschluss in Produktdesign machte. Nach Ende seines Studiums wurde er Partner der Design-Agentur Tangerine in London, die u. a. Produktdesigns für Nokia oder Samsung anfertigte.

### Designer bei Apple

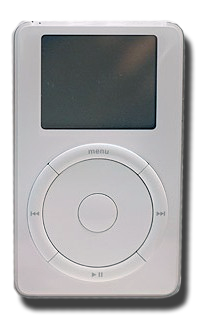
iPod

Ab 1992 arbeitete Ive für Apple – zunächst als Berater von Robert Brunner (Chief of Industrial Design), später dauerhaft. Er entwickelte das Design der zweiten Generation des Newton MessagePad 110. Er erhielt mehr gestalterischen Freiraum, als er mit ausgewählten Mitarbeitern ein kleines Designteam gründen konnte und mit ihnen zusammen das Design des iMac schuf. 1997 kehrte Steve Jobs zu Apple zurück und förderte das neu entwickelte Design des iMac aus buntem, halbtransparentem Kunststoff; bisher waren graue Gehäuse in der PC-Industrie dominierend.
Ab diesem Zeitpunkt war Ive für die Gestaltung der gesamten Apple-Produktlinie verantwortlich. Er wurde bei seinen Entwürfen durch Arbeiten und Prinzipien von Dieter Rams, der von 1961 bis 1995 Chef-Designer von Braun war, beeinflusst. Der iPhone-Taschenrechner galt als eine digitale Version von Rams’ Braun-Gerät. Viel Weiß und eckige Formen erinnerten an Rams’ Stereoanlagen. Zudem orientierte er sich am Bauhaus und an der Ulmer Schule. Zu Ives wichtigsten Entwürfen gehören neben dem iMac: iBook, MacBook Pro (Unibody), Power Mac G4 Cube, iPod, iPhone, PowerMac G5 und iPad. Die von ihm entworfenen transparenten Lautsprecher Apple iSub („Soundstick“ von Harman Kardon) wurden in die Sammlung des Museum of Modern Art aufgenommen.

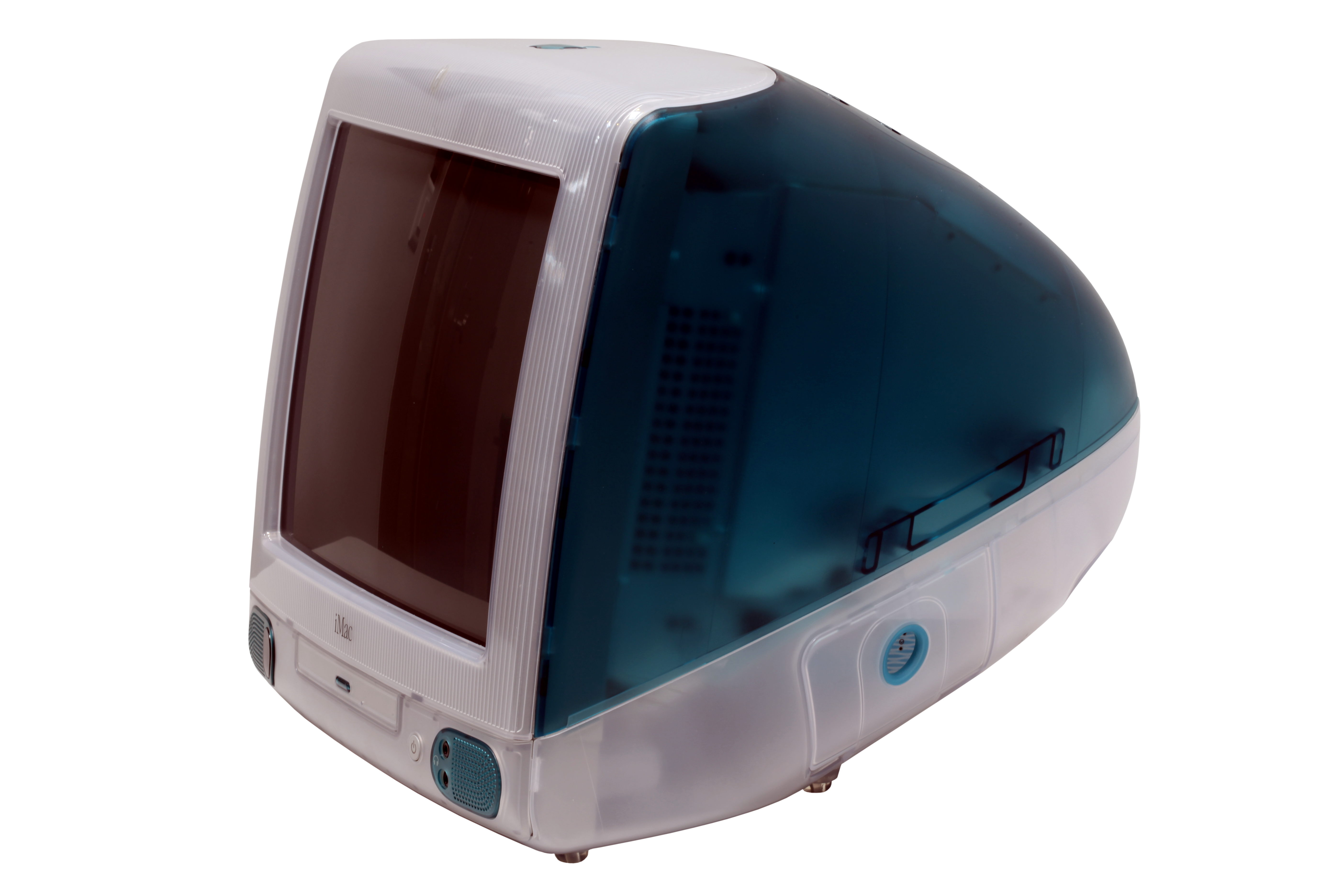
iMac G3

Seit Oktober 2012 war er auch für die Gestaltung der grafischen Benutzeroberfläche von Apple-Software verantwortlich. Das erste große Projekt war hier die komplette Überarbeitung des Betriebssystems iOS und der Wechsel von skeuomorphem auf Flat Design. Für das Design des Apple Park war er mitverantwortlich.
Am 27. Juni 2019 erklärte Ive in einem Interview mit der Financial Times, dass er Apple nach 27 Jahren verlassen werde, um zusammen mit Designer Marc Newson eine neue Firma LoveFrom zu gründen. 2014 hatte Ive Newson zu Apple geholt, um an der Entwicklung der Apple Watch mitzuwirken. 2021 wurde bekannt, dass die Agnelli-Familie LoveFrom beauftragte, am Design künftiger Ferrari-Modelle mitzuwirken.

### Königliche Kunsthochschule
Ive erhielt 2009 die Ehrendoktorwürde des Royal College of Art (RCA).
Am 25. Mai 2017 wurde bekannt gegeben, dass Ive mit Wirkung vom 1. Juli 2017 zum Kanzler des RCA in London ernannt wurde. In dieser Position dient er für eine feste Amtszeit von fünf Jahren als Leiter des College, wo er das College als akademischer Administrator leiten wird. Ive begann im Sommer 2017 mit der Leitung von Ausschusssitzungen, der Teilnahme an Fakultätssitzungen und der Verleihung von Graduiertengraden.
Ive sagte über die Ernennung: „Ich bin begeistert, meine Beziehung zum RCA zu formalisieren, angesichts des tiefgreifenden Einflusses, den die Hochschule auf so viele Künstler und Designer hatte, die ich bewundere“.

### Weitere Tätigkeiten
Ive trug zur Gestaltung des Roboters Eve für den Film WALL·E bei.
Für den Kamerahersteller Leica gestaltete er ein einzelnes Modell der Leica M, das für einen guten Zweck versteigert werden sollte. Zur Unterstützung der Anti-AIDS-Kampagne Product Red im Jahr 2013 trug er – in Zusammenarbeit mit Bono und dem Designer Marc Newson – weitere eigens gestaltete Designobjekte bei, darunter ein goldener Apple Earpod und ein roter Mac Pro.

### Ehrungen und Auszeichnungen
Während seiner gesamten Karriere als Industriedesigner bei Tangerine und Apple erhielt Ive Nominierungen und Auszeichnungen für sein Gesamtwerk. Im Vereinigten Königreich wurde er zum Royal Designer for Industry (RDI), zum Honorary Fellow der Royal Academy of Engineering (HonFREng), 2006 zum Commander of the Order of the British Empire (CBE) und 2012 zum Knight Commander dieses Ordens (KBE) ernannt. Er erhielt die Ehrendoktorwürde der Rhode Island School of Design und wurde zum Ehrendoktor des Royal College of Art ernannt. An aufeinanderfolgenden Mittwochen im Juni 2016 wurde ihm die Ehrendoktorwürde der University of Cambridge und der University of Oxford verliehen. 2004 wurde er in einer BBC-Umfrage unter Kulturschriftstellern zur „einflussreichsten Person der britischen Kultur“ ernannt.

### Privatleben
Jonathan Ive lernte seine Frau Heather Pegg Ive in der Schulzeit kennen; sie heirateten 1987. Zusammen haben sie zwei Söhne und leben in San Francisco.
Ive bevorzugt es, Jony genannt zu werden.

### Sonstiges
In der 2013 veröffentlichten Filmbiografie Jobs wurde Ive vom britischen Schauspieler Giles Matthey dargestellt.

## Designphilosophie

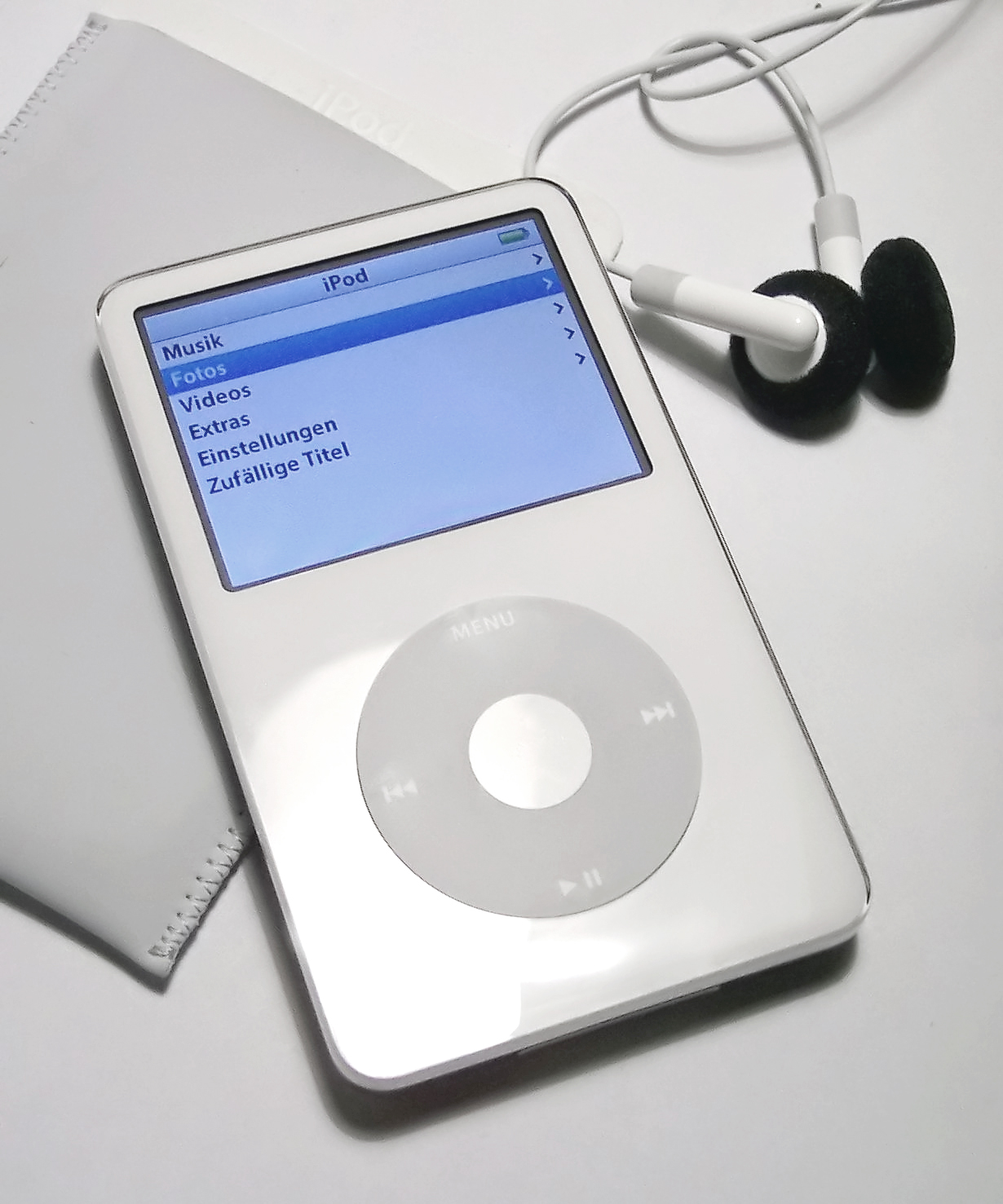
iPod

Jonathan Ive realisiert seine Entwürfe nach dem Prinzip „Form follows function“. Er widmet seine Aufmerksamkeit u. a. der Untersuchung von Details und in ihnen enthaltenen Möglichkeiten zur Verbesserung und Reduzierung. Er versuchte, das Display und die Bedienungsmöglichkeiten des iPhone so weit zu optimieren und reduzieren, dass Menschen, die das Gerät noch nie in der Hand hatten, den Umgang damit schnell erlernen könnten. Für Apple-Produkte verwendete Ive oftmals geschliffenes Aluminium, so für die Unibody-Gehäuse.

## Preise und Auszeichnungen
- 1999: „Einer der 100 größten Innovatoren unter 35 Jahren“, durch den MIT Technology Review.[30]
- 2002: „red dot: design team of the year“ für das Apple Industrial Design Team unter Ives Leitung.[31]
- 2003: „Designer of the Year“ des Design Museum London.[32]
- 2006: „Commander of the Most Excellent Order of the British Empire“, verliehen von Elisabeth II.
- 2007: National Design Award in der Kategorie Produktdesign für seine Arbeit am Apple iPhone.[33]
- 2008: „MDA Personal Achievement Award“ für das Design des iPhone.[34]
- 2009: Die Ehrendoktorwürde des Londoner Royal College of Art (RCA).[35]
- 2010: 18. Platz in der „The Vanity Fair 100 list“.[36]
- 2011: Das Hamburger Museum für Kunst und Gewerbe zeigt eine von Ina Grätz kuratierte Ausstellung Stylectrical. Von Elektrodesign, das Geschichte schreibt, die sich maßgeblich mit dem Design von Jonathan Ive für die Apple-Produkte beschäftigt.[37][38]
- 2011 erhielt er die Stufe Knight Commander (KBE) des Ordens im Rahmen der New Year Honours,[39] die Verleihungszeremonie fand am 23. Mai 2012 statt.[40]
- 2013: Eintritt in die Time 100.[41]